# アグネス・ツー・ザルム＝ザルム
アグネス・ツー・ザルム＝ザルム（Agnes zu Salm-Salm、1844年12月25日 - 1912年12月21日）は、プロイセンの貴族フェリックス・ツー・ザルム＝ザルムの妻になったアメリカ人女性。南北戦争、メキシコ出兵と普仏戦争で傭兵として従軍した夫に連れ添った。

## 南北戦争
アグネス・ザルム＝ザルムは出生名をアグネス・エリザベス・ウィノナ・レクラーク・ジョイ（Agnes Elisabeth Winona Leclerc Joy）と言い、バーモント州フランクリンでアメリカ合衆国の軍人ウィリアム・レクラーク・ジョイ（1793年 – 1886年頃）とジュリア・ウィラード（? – 1882年）との間に生まれた。彼女の父方の曽祖父はマイカ・ジョイ（1753年 – 1826年）であり、マーシー・テリル（1764年 – 1843年）と結婚した。
彼女の生い立ちについてはほとんどわかっていない。多くの学者が、彼女はサーカスで働いており、キューバで女優をしていたと考えている。1861年にアメリカ合衆国に帰国後すぐに、バーモント州を離れ、ワシントンD.C.に嫁いだ姉妹のもとを訪ねている。ワシントン滞在中に彼女はフェリックス・ツー・ザルム・ザルムと出会った。彼女はある朝、騎馬で街を通っていると、その時彼女を初めて見たフェリックスは彼女をパーティに招待することを決めた。そのパーティで彼は彼女に求婚し、1862年8月に二人は結婚した。アグネスはフェリックスと長い間にわたり暮らしを別にし、彼の転戦に付き従った。彼のキャンプでは彼女は、医学の知識はなかったが傷病兵の看護をした。
4年間、彼女は軍とともに行動を共にし、ヴァージニアを訪れた唯一の女性であった。大佐の夫人として、彼女は兵士のために計画されたワゴンと物資とを手配し、そのためにしばしばこれらを盗んだりもした。
これはエイブラハム・リンカーン大統領が解決しなければならない物議をかもした。1863年1月、軍はヴァージニア州アキア・クリークに行くように命令された。アグネスは夫について行った。そこで彼女はリンカーン大統領に3度キスする賭けをした。大統領の訪問中に彼女はそれをやってのけた。

## メキシコ
南北戦争後、フェリックスはメキシコ帝国のマクシミリアン皇帝軍に参加する機会を得た。アグネスとフェリックスは、フランソワ・バセーヌ指揮下のフランス軍がプロイセンとの戦争のためにヨーロッパに帰還している最中のメキシコシティを訪れた。(フェリックスとバセーヌはのちに普仏戦争を戦うことになる。)
共和国軍がケレタロを包囲し、マクシミリアンが降伏を余儀なくされたとき、アグネスはマクシミリアンと夫の助命嘆願の努力をし、ケレタロからメキシコシティ、サン・ルイス・ポトシまで行き、ベニート・フアレス大統領、マリアーノ・エスコベド将軍、ポルフィリオ・ディアス将軍とその他特別な将校と会談している。
処刑の前夜に、アグネスは跪き、泣きながら、フアレス大統領に皇帝を許すように懇願した。大統領の返答はメキシコの歴史上有名なものとなった。「マダム、そんなことをされては辛い。どうかお立ちください。たとえ王や女王がそこにいてそのようにしても、私は彼を助けることはできません。私が彼を殺すのではない。人民と法が彼を殺すのです」フアレスの拒否に対して、この勇敢な女性は答えた「おお、もし血を流さなければならないのであれば、この価値のない女の命を、他国のために善行をなした殿方の代わりにお取りください」。これは空しく終わった。この場面はメキシコの画家 Manuel Ocaranzaによって描かれている。 
それから彼女は皇帝と夫の脱出のたくらみの計画に忙殺された。計画は、脱出のためにベラクルスまでヴィジャヌエヴァ大佐を皇帝に警護させることであった。しかしヴィジャヌエヴァがパラシオス大佐の協力なしではそれをやりとおそうとはしなかった。賄賂は用意していた。
アグネスは二人に10万ペソの約束手形を彼らそれぞれに提示した。これはマクシミリアンの兄オーストリア皇帝のフランツ・ヨーゼフ1世によって保証されるというものであった。彼らがアグネスの部屋にいるときに、パラシオスに計画を明らかにすると彼は皇帝への同情をいち早く彼女に伝えた。パラシオスは懐疑的であり、彼は彼女に翌朝に返答するといった。 彼はやると信じて、アグネスは同意した。言い伝えによるとアグネスはその場で服を脱ぎ、体を賄賂として差し出したという。

## 普仏戦争
夫フェリックスがプロイセン軍で再び戦うためにヨーロッパにもどったとき、アグネスもそれに同行し、ニューヨークから出港した。1868年にベルリンに到着した二人の、マクシミリアン脱獄計画のために、フェリックスは再び妻とともに法廷に立たされた。
ヨーロッパでは、彼女は住まいとしたカールスルーエ同様にベルリンでも社交界の注目の的となった。
戦争の間、彼女は従軍看護婦として夫とともに行動をともにした。従軍看護の功績を認められ、彼女はプロイセン名誉メダルを授与されている。

## 晩年
1870年8月18日、フェリックス・ツー・ザルム＝ザルムがグラヴロットの戦いのサン・プラヴァ・ラ・モンテーニュの戦闘で死亡した。寡婦となったあと、彼女は世界中に正義を探求するようになった。ある資料によれば1881年にアグネスはアメリカ合衆国赤十字社の設立に助力したという。彼女は『わが生涯の十年（Ten Years of My Life (2 vols. London: Richard Bentley and Son, 1876)）』という本を著した。  
1912年12月21日、彼女はカールスルーエで貧窮のうちに死去した。